# Fiskarhalvön

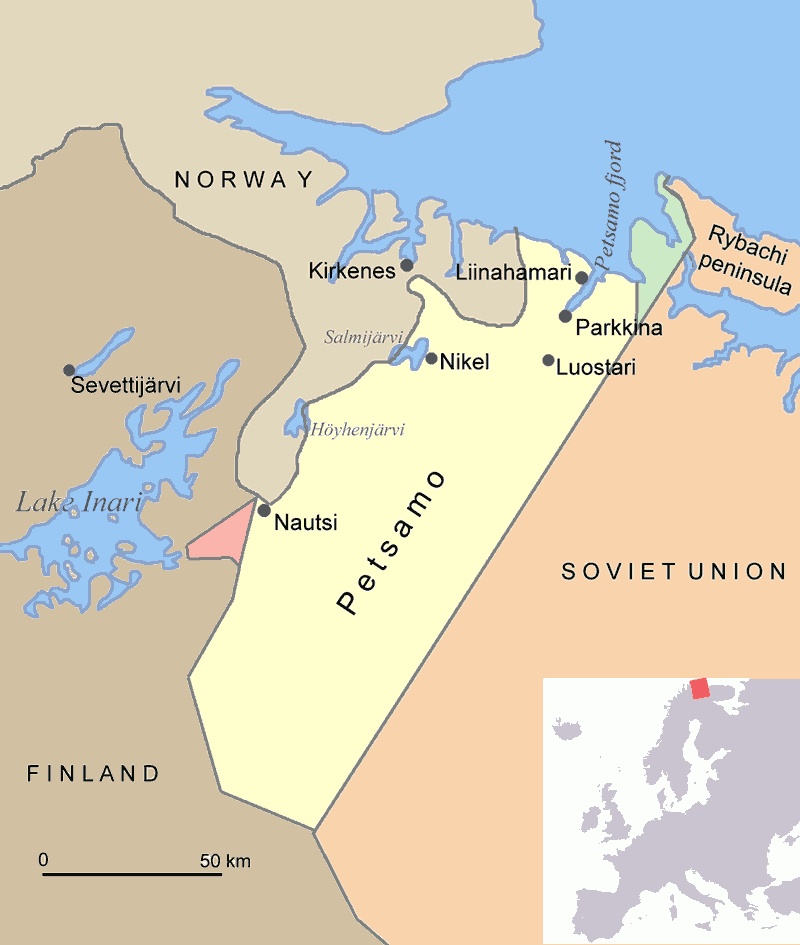
Det gröna området på kartan är den del av Fiskarhalvön (Rybatjihalvön) som Finland fick avträda till Sovjetunionen efter finska vinterkriget. I fortsättningskriget förlorade Finland Petsamo (det gulmarkerade området). Den rosa delen på kartan sålde Finland till Sovjetunionen 1947.

Fiskarhalvön (ryska: Полуостров Рыбачий; finska: Kalastajasaarento; nordsamiska: Giehkirnjárga) är en mindre, rysk halvö på den nordvästra delen av Kolahalvön, som administrativt hör till Petjenga distrikt inom Murmansk oblast. Landområdet mellan Fiskarhalvön och fastlandet kallas på svenska för Mellanhalvön.
Huvudnäringen på halvön utgörs av renskötsel och – sedan 2003 – av oljeutvinning.

## Historia
Gränserna i området är inte gamla. Den norsk-ryska gränsen drogs upp på 1820-talet. Vid denna tidpunkt bodde flera norska kolonisatörer på halvön och dessa kom främst från Finnmark fylke och kallades för kolanorrmän. Efter den ryska revolutionen 1917 delades halvön upp mellan Finland och Sovjetunionen och fredsfördraget i Tartu 1920 befäste detta.

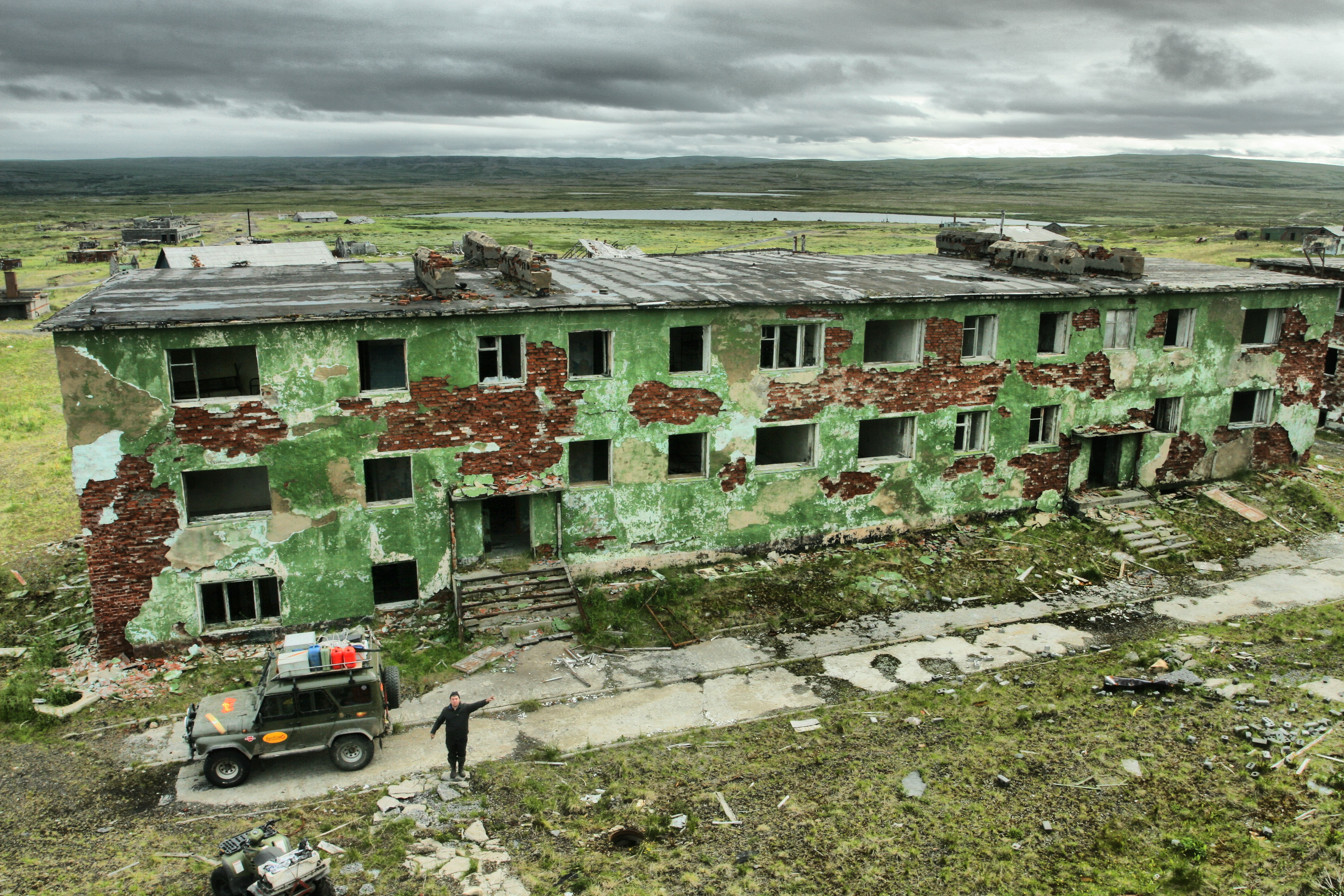
Övergiven byggnad på Fiskarhalvön

Området evakuerades vid vinterkrigets utbrott 1939. Även kolanorrmännen från den numera avfolkade orten Tsypnavolok evakuerades. Området erövrades av Sovjetunionen, och Finland tvingades att överlåta den västra delen vid freden i Moskva den 13 mars 1940. Avtalet ratificerades i den finska riksdagen två dagar senare.
Under den tyska invasionen av Sovjetunionen 1941 och under de påföljande tre åren var området skådeplats för ett positionskrig. Från halvön kunde man övervaka den allierade lend-lease-trafiken och båda sidor hade kraftigt befäst sina positioner på halvön.
Under efterkrigstiden befästes området kraftigt, mot bakgrund av dess närhet till NATO-landet Norge. Området är ännu idag stängt för utlänningar.

## Byar på halvön
- Kervanto
- Maattivuono
- Pummanki
- Vaitolahti